# Nidau-Büren-Kanal

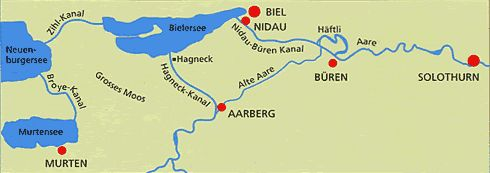
Karte des Gebietes nach dem Bau des Kanals

Der Nidau-Büren-Kanal ist ein zwölf Kilometer langer Kanal zwischen dem Bielersee und der Einmündung der Alten Aare bei Büren im Kanton Bern in der Schweiz.
In ihm fliesst die seit der ersten Juragewässerkorrektion durch den Hagneckkanal von Aarberg aus in den Bielersee geleitete Aare zurück in ihr altes Bett bei Büren. Er übernahm zusätzlich die Funktion der unteren Zihl, die vorher der natürliche Abfluss des Bielersees war, und ist ab Port identisch mit diesem begradigten, verbreiterten und vertieften Fluss. Vom Bielersee aus bei Nidau bis Port wurde er neu gegraben. Unterhalb der ehemaligen Einmündung der Zihl in die Aare schneidet der Kanal einen weiten Aare-Altarm ab, der zum bedeutenden regionalen Naturschutzgebiet Häftli geworden ist.
Ein Flussabschnitt mit dem Namen Alte Zihl oder einfach Zihl verbindet das nördliche Ende des Bielersees mit dem Nidau-Büren-Kanal und trennt die Gemeinden Nidau, Biel, Brügg und Port auf seiner 2 km Länge.
Zur Regulierung der Wasserstände im Bielersee, dem Neuenburgersee und dem Murtensee (die drei miteinander verbundenen Jurarandseen) und der Wasserhöhe in der Aare von Büren aus abwärts befindet sich im Nidau-Büren-Kanal das Wehr Port. Es wird von einer 12 × 25 Meter messenden Schleuse begleitet, die von den Kursschiffen der Bielersee-Schifffahrts-Gesellschaft zwischen Biel und Solothurn benutzt wird. 1995 wurde auf der Seite von Brügg ein Flusskraftwerk mit einer durchschnittlichen Produktion von 25 Millionen Kilowattstunden pro Jahr in Betrieb genommen.
Zwischen Biel und Büren an der Aare bedienen die Kursschiffe die Anlegestellen von Nidau, Port und Brügg.
Von Nidau bis nach Büren an der Aare überqueren neun Strassenbrücken (die Brücke auf dem Wehr Port miteingerechnet), ein Fussgängersteg und eine Eisenbahnbrücke (Linie Biel–Lyss) den Wasserlauf.